# Corythostoma triaulolaimus
Corythostoma triaulolaimus är en rundmaskart som först beskrevs av Hope 1967.  Corythostoma triaulolaimus ingår i släktet Corythostoma och familjen Leptosomatidae. Inga underarter finns listade i Catalogue of Life.